# レギスタン砂漠
座標: 北緯30度27分12.27秒 東経65度24分25.58秒 / 北緯30.4534083度 東経65.4071056度
レギスタン砂漠 (レギスタンさばく、英語: Registan Desert、ペルシア語: ریگستان、レギスターン砂漠やリギスターン砂漠とも呼ばれる) はアフガニスタン南西部のヘルマンド州とカンダハール州の間に存在する砂漠である。レギスタン砂漠は約15～30mの高さの赤砂の小高い丘、砂で覆われた平野、岩や粘土で覆われた地域からなる。丘の基礎は部分的に安定した古代の横断砂丘であり、西から東へと吹く風とほぼ無限に近い砂の供給により形成されている。レギスタン砂漠はバローチ人とパシュトゥーン人の遊牧民が住む人口のまばらな地域であり、砂漠は次第に周辺の農耕地にまで拡大している。
1998年に起きた厳しい干ばつにより、 レギスタン砂漠地方に住む約10万人の遊牧民は土地を放棄せざるを得なくなった。彼らのほとんどが現在ではアルガンダーブ川、ヘルマンド川、レギスタン砂漠の間に一時的な集落を形成している。多くの人が避難を行ったカンダハール州の国内避難民 (IDPs)用のキャンプには、国際連合 (UN) によって支援が行われた。国際連合では現在、レギスタンで伝統的に家畜を育てて暮らしてきた遊牧民を元の場所に還すための戦略を練っている。レギスタン砂漠は西方向へと延伸を続けており、以前の耕作地にまでその領域を伸ばしている。国際連合環境計画チームの報告によれば、最大100の村が風で飛来する埃や砂によって消える可能性がある。国内北西部には、砂丘が農耕地にまで進行しており、薪の収集や過度の放牧により植生が安定を欠くことで起こったことが原因とされている。UNEPチームは約15mの高さの砂丘が従来の道を塞いでいることを見て取り、住民に新しい道を作るよう促している。